# Anglo-portugisiska fördraget 1373
Anglo-portugisiska fördraget 1373 är ett avtal som England och Portugal skrev på 1373. Det är ett vänskapsavtal, och världens äldsta ännu gällande fördrag, och förnyades 1386, 1643, 1654, 1660, 1661, 1703, 1815 samt 1899.